# Le Mont rugissant
 (avril 2020).
Le Mont rugissant (De brullende berg en néerlandais) est le trente-cinquième album de la série de bande dessinée Bob et Bobette. Il porte le numéro 80 dans la série actuelle et a été écrit par Willy Vandersteen et publié dans De Standaard et Het Nieuwsblad du 17 novembre 1955 au 28 mars 1956.

## Synopsis
Pauwels et Sanders, deux alpinistes, sont revenus du Mont Rugissant. Ils ont peur, peur de la montagne car celle-ci est revenue se venger. Ils sont poursuivit par une masse. Celle-ci n'est en fait qu'un géant sympathique, qui ramène Bob, Bobette et leurs amis au sommet de l'Himalaya. Mais ce géant est-il aussi gentil que l'on pourrait le croire ?

## Personnages principaux
- Jérôme
- Bob
- Bobette
- Tante Sidonie
- Lambique
- Barabas

## Personnages secondaires
- Le géant Bhébhé
- Les bouquetins

## Lieux
- Belgique
- Tibet : Himalaya
- Le mont Ladsus

## Autour de l'album
- Bhébhé est un jeu de mots sur le mot "bébé".
- Le nom de la montagne Montladsu est dérivé de "Monte là-dessus" (littéralement: grimper dessus). "Monte là-dessus" était aussi le titre français du célèbre film muet Safety last avec Harold Lloyd .
- Le fait que deux créatures se dédoublent après avoir été abattu reviendra plus tard dans l' album Bob et Bobette Margot la Folle.
- Willy Vandersteen est fortement influencé par l'exploit de Edmund Hillary qui conquit l'Everest en 1953[2].